# Macropodus opercularis
El pez del paraíso (Macropodus opercularis) es una especie de pez perciforme anabántido de agua dulce de la familia Osphronemidae que se encuentra en China (en la cuenca del Yangtsé), Taiwán, Corea y el norte de Vietnam.

## Hábitat
Vive en aguas tranquilas de lagunas y zonas semipantanosas y coloniza los bosques y valles inundados durante el monzón. Prefiere aguas pobladas de plantas acuáticas y habita normalmente los arrozales. 

## Descripción

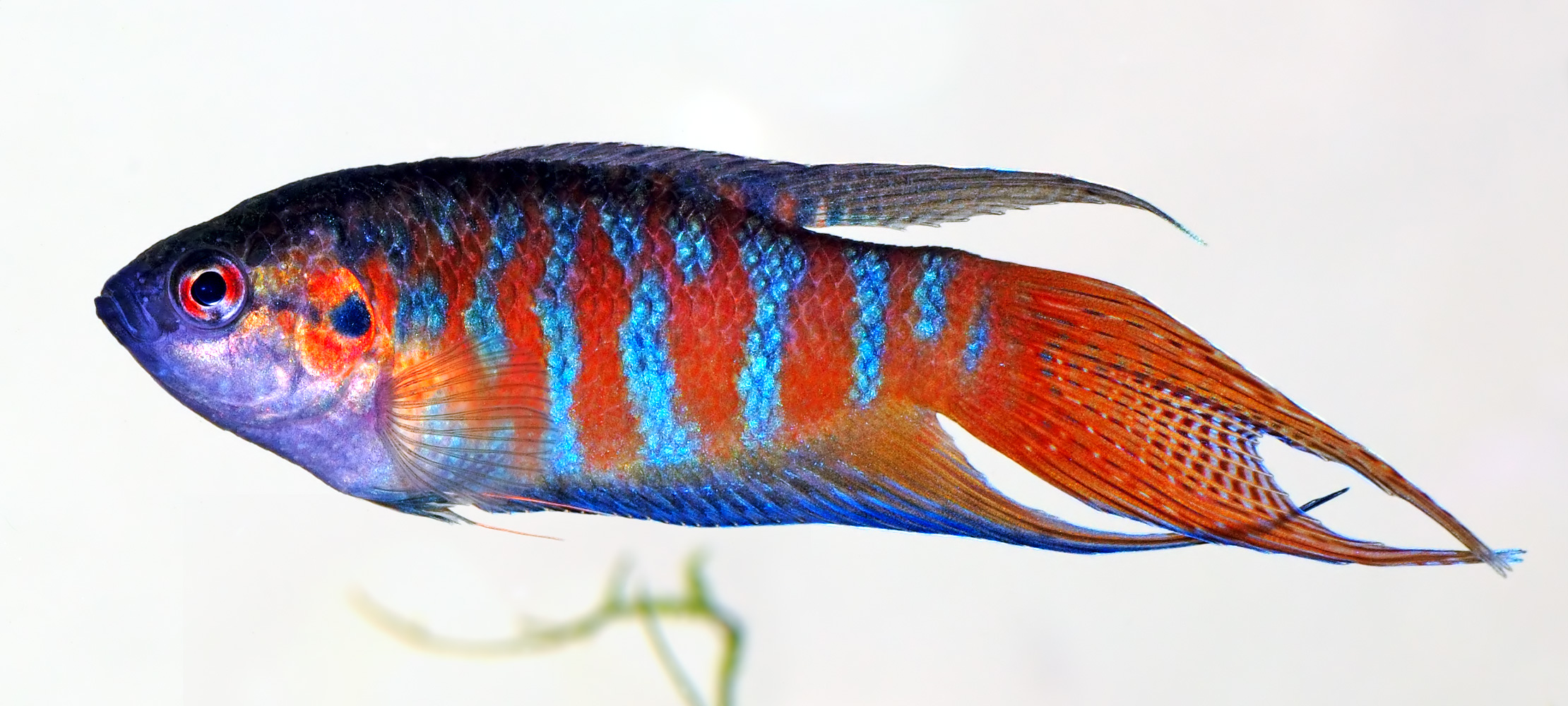
Un ejemplar macho.

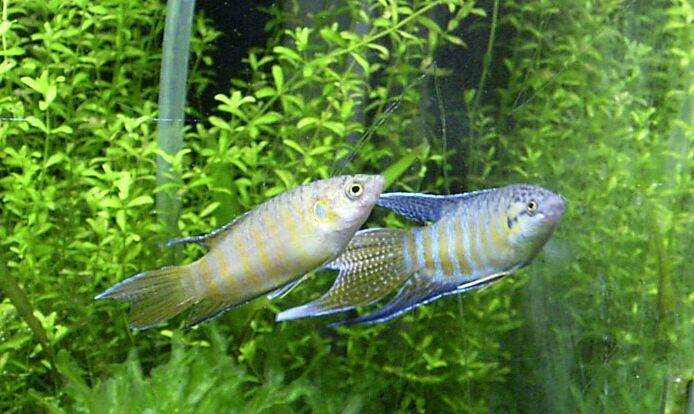
Una pareja; la hembra a la izquierda.

El cuerpo es robusto, pero alargado, y alcanza una longitud entre 7 y 10 cm. La aleta dorsal y la anal son largas, terminando con una punta filamentosa. La caudal es bifurcada, muy ancha y alargada. Las aletas ventrales son incipientes, en tanto las aletas pectorales son ovaladas. El colorido del macho es espléndido, aún más llamativo durante el período reproductivo: la cabeza y la parte posterior son azules, mientras que el mentón y el vientre son de color violeta. Los flancos tienen franjas de color rojo y azul sicodélico, más oscuras en el dorso. Las aletas pectorales son transparentes, y las ventrales de color violeta. La dorsal varía del violeta al rojo, así como la anal, ambas con tonos pardos. La caudal es roja con la punta azul.
En la hembra el colorido es poco vivo: plateado amarillento a castaño con reflejos azules y rojos. En el comercio se encuentran especímenes albinos que se consideran menos agresivos.

## Comportamiento

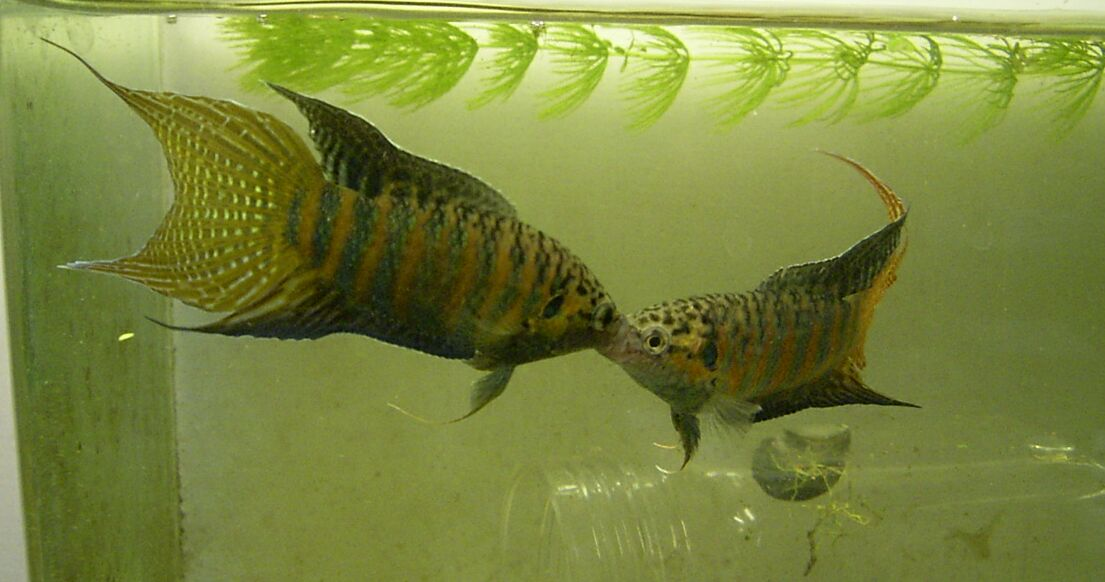
Dos machos luchando por el territorio.

Son territoriales y agresivos, especialmente en el periodo reproductivo. El macho no tolera la presencia de otros machos en su territorio. 

### Alimentación
Son carnívoros: se alimentan de insectos, crustáceos, moluscos y peces más pequeños.

### Reproducción
Durante el periodo reproductivo, el macho construye un nido de burbujas sobre la superficie del agua, utilizando como estructura una planta acuática. Cuando comienza a cortejar a la hembra le muestra su llamativo colorido: si ella le brinda su atención, va al nido de burbujas y ejecuta un largo ceremonial compuesto de ternuras y violencias para convencerla.
El apareamiento ocurre cuando la hembra se coloca verticalmente cabeza abajo y el macho se le enrolla alrededor: ambos emiten sus productos sexuales y el macho recoge los huevos para llevarlos a su burbuja. El proceso comprende numerosos acoplamientos y, cuando se termina, el macho expulsa agresivamente a la hembra y a cualquier ser vivo que se acerque demasiado al nido. Unos días después de nacidos los alevines, el macho se aleja.

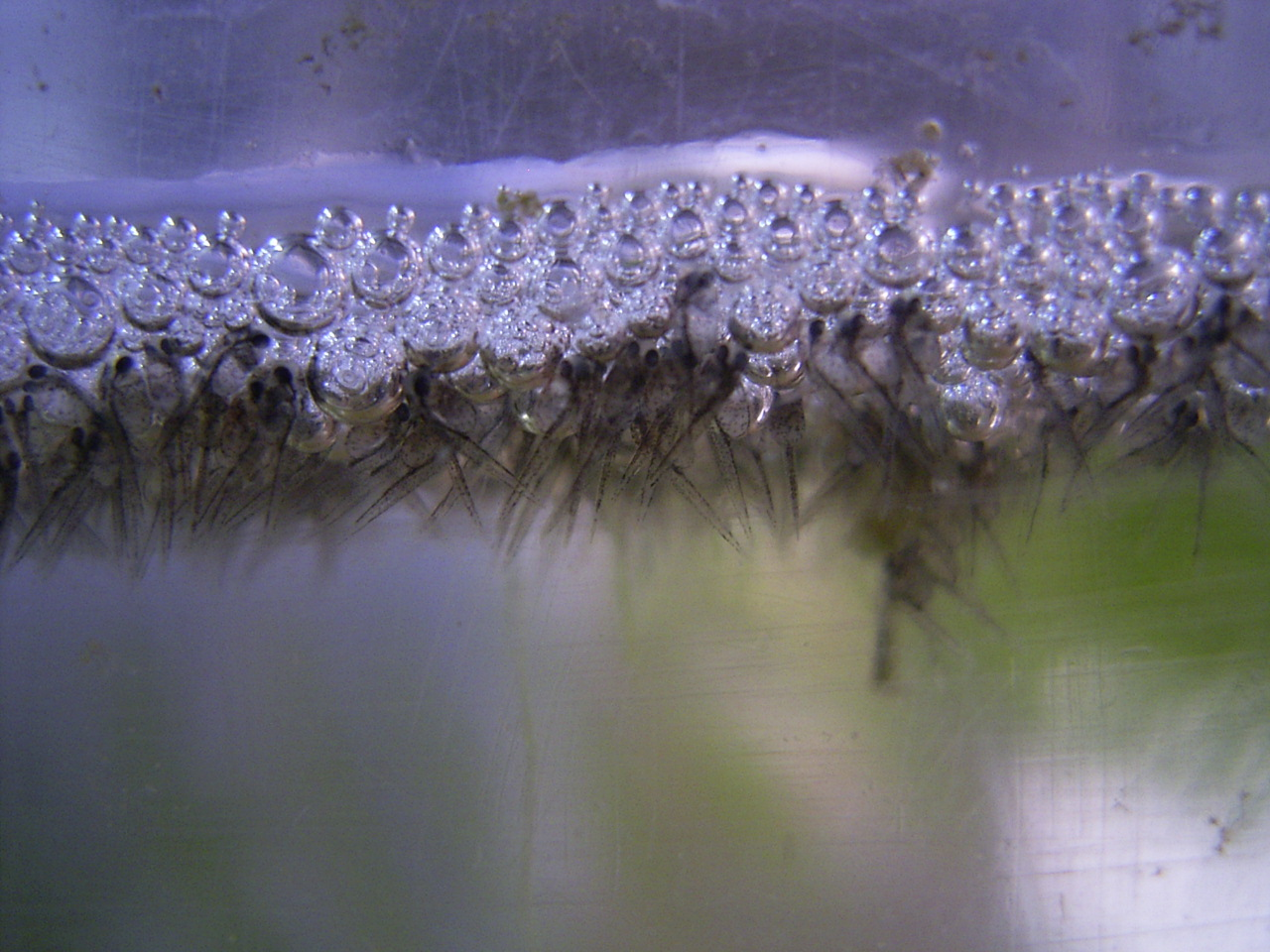
Alevines recién nacidos que no han abandonado el nido de burbujas.

## En acuario
El pez del paraíso fue el primer pez exótico (si se excluye Carassius auratus, considerado un pez de lagunas) en ser importado a Europa (París), en 1869. Hoy está ampliamente difundido, gracias a su bello aspecto y a la facilidad con que se reproduce en cautividad, sus cuidados en el acuario son mínimos; un acuario de 50 litros con plantas naturales y un filtro pero sin aireador ya que aspiran oxígeno de la superficie.